# Шумув
Шумув (пол. Szumów) — село в Польщі, у гміні Курув Пулавського повіту Люблінського воєводства.
Населення — 180 осіб (2011).

## Демографія
Демографічна структура станом на 31 березня 2011 року:
|          | Загалом | Допрацездатний вік | Працездатний вік | Постпрацездатний вік |
| -------- | ------- | ------------------ | ---------------- | -------------------- |
| Чоловіки | 95      | 24                 | 59               | 12                   |
| Жінки    | 85      | 15                 | 48               | 22                   |
| Разом    | 180     | 39                 | 107              | 34                   |